# فورد أوروبا
فورد أوروبا  هي شركة تابعة لشركة شركة فورد تأسست عام 1967م في مدينة كورك بأيرلندا، ويقع مقرها الرئيسي في مدينة كولونيا بألمانيا.

## التاريخ
تأسست شركة فورد أوروبا عام 1967 من خلال دمج الأقسام البريطانية والألمانية والإيرلندية التابعة لشركة فورد.

### 1967-1973: كورتينا ومرافقة

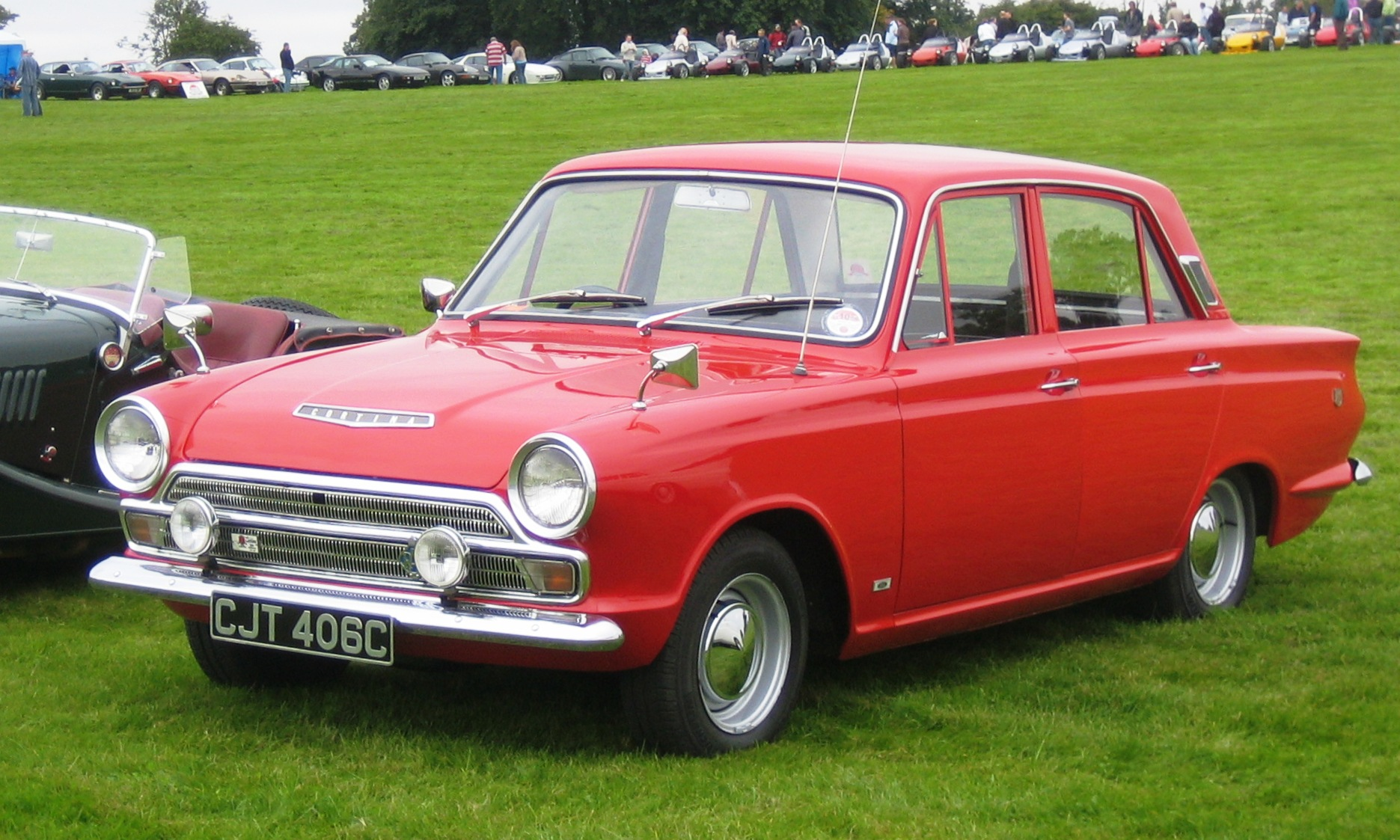
1965 فورد كورتينا مارك الأول

### 1974-1980: MK 2 Escort and New Fiesta

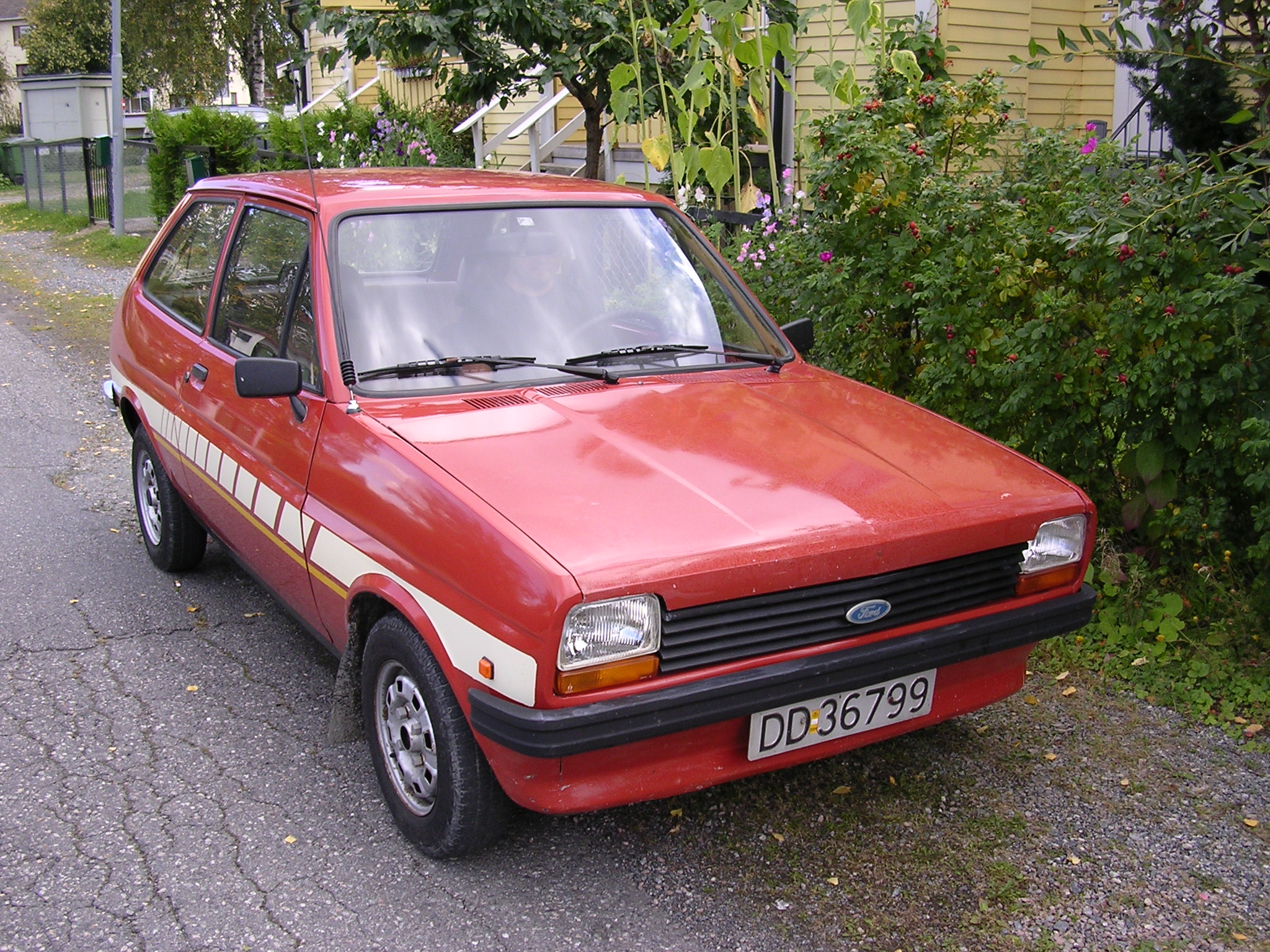
1981 فورد فييستا MK1

وصلت كابري الثانية المحسنة في أوائل عام 1974، والتي شهدت هاتشباك استبدال التقليدية «بووت». كانت هذه هي المرة الأولى التي تنتج فيها فورد سيارة هاتشباك، حيث تبنت هذا المفهوم الجديد الذي حصلت مجموعة رينو على براءة اختراع لأول مرة في منتصف الستينيات.

### 2011 إلى الوقت الحاضر: فورد واحدة
كان أول إطلاق رئيسي لسيارة فورد بموجب سياسة «فورد واحدة» الجديدة لعام 2010 هو الجيل الثالث فوكوس في ربيع عام 2011. أما بالنسبة لأوروبا، فقد ضمت فوكوس على مجموعة طرازات أقل من سابقاتها مع بيع هاتشباك ذات خمسة أبواب فقط ونموذج من خمسة أبواب، ولم يكن هناك نسخ من سيارات الصالون أو هاتشباك بثلاثة أبواب على الرغم من أنه تم بيع طراز bodystyle السابق في بعض الدول الأوروبية. شهد أوائل عام 2013 إطلاق الجيل الجديد من Kuga.
في عام 2013، أعلنت شركة فورد أنها ستغلق ثلاثة من مصانع في أوروبا: اثنان منها في المملكة المتحدة، ومرفق ساوثامبتون (تصنيع سيارة فورد ترانزيت) ومرفق الطوابع المرتبط في داجنهام في منتصف عام 2013؛  ومصنع جينك البلجيكي الرئيسي للسيارات (ينتج مونديو وجالاكسي وإس-ماكس إم بي في) بحلول نهاية عام 2014. وهكذا سيتم خسارة 1400 و4300 وظيفة على التوالي، في محاولة من الشركة لوقف الخسائر في أوروبا على خلفية تراجع السوق.
بعد العديد من التأخير ونقل الإنتاج إلى فالنسيا، أطلقت فورد في نهاية المطاف الجيل الجديد من مونديو في أواخر عام 2014 والذي كان يعتمد على سوق فيوجن الأمريكية، ولكن على عكس سابقاتها، ليس من الجيد قيادة السيارة [بحاجة لمصدر] وشعبيتها تتراجع أكثر، في نفس الوقت تقريبًا، تم طرح سيارة فوكس، مثلها مثل سيارات الدفع الرباعي الصغيرة الجديدة، EcoSport.
شهد عام 2015 إصدارات جديدة من إطلاق S-Max & Galaxy MPV's والتي تستند مرة أخرى إلى Mondeo بينما تم إطلاق C-Max المريحة أيضًا.
في عام 2016، عادت فورد مرة أخرى إلى سوق سيارات الكوبيه مع موستانج ذات المصدر الأمريكي والتي سيتم بيعها أيضًا في RHD في المملكة المتحدة لأول مرة بينما انضمت Edge Crossover أيضًا إلى التشكيلة الأوروبية.
في أواخر عام 2016، أي بعد 20 عامًا من إطلاق السيارة الأصلية، أعادت شركة فورد إطلاق سيارة Ka باسم Ka + والتي ستكون الآن سيارة هاتشباك مكونة من خمسة أبواب في الهند ولكنها لم تتمتع بشعبية السيارة الأصلية. في الوقت نفسه تقريبا.
شهد عام 2017 دخول سيارة Fiesta الكبيرة بجيلها السابع. حافظت على أبعاد سابقتها ولكن مع تصميم جديد وميزات جديدة أكثر من أي وقت مضى بينما الإضافات الجديدة إلى النطاق تشمل إصدار Vignale الراقي بالإضافة إلى إصدار مستوحى من سيارات الدفع الرباعي يسمى Active.
بعد مرور 20 عامًا على إطلاق النموذج الأصلي، دخلت سيارة فوكوس ذات المبيعات الكبيرة من فورد بجيلها الرابع بتصميم جديد تمامًا وأصبحت أفضل في القيادة من سابقتها، ومثل Fiesta الأصغر، شهدت طرازات Vignale & Active انضمامًها إلى التشكيلة.

## نماذج

### الموديلات الحالية
تسرد الجداول التالية إنتاج مركبات فورد التي يتم بيعها في أوروبا اعتبارًا من عام 2019:

#### سيارات الركاب
| العيد     |  | Supermini             | - هاتشباك                                     |  |
| Ec☢osport |  | Mini crossover SUV    | - SUV                                         |  |
| فوكوس     |  | Small family car      | - هاتشباك - الصالون / سيدان - الحوزة / عربة   |  |
| كوجا      |  | Compact crossover SUV | - SUV                                         |  |
| مونديو    |  | Large family car      | - الصالون / سيدان - رفع الظهر - الحوزة / عربة |  |
| S-ماكس    |  | Large MPV             | - MPV                                         |  |
| جالكسي    |  | Large MPV             | - MPV                                         |  |
| إكسبلورر  |  | Midsize crossover     | - MPV                                         |  |

تنتج فورد سيارات عالية الأداء تم تطويرها بواسطة قسم فريق فورد RS.
| فورد فوكس أس تي   |  | Compact car | - هاتشباك - الحوزة / عربة |
| فورد فييستا أس تي |  | Supermini   | - هاتشباك                 |

#### المركبات التجارية الخفيفة
|               |  | Small panel van          | - فان 5 لوحة الباب - 5-باب النشاط الترفيه مركبة                                      |
| تورنيو كونيكت |  | Compact panel van        | - فان 5 لوحة الباب - 5-باب النشاط الترفيه مركبة                                      |
| Tourneo مخصص  |  | Light commercial vehicle | - سيارة 5 أبواب - 5-باب طاقم سيارة الأجرة - حافلة صغيرة ذات 5 أبواب                  |
| ترانزيت       |  | Light commercial vehicle | - سيارة 5 أبواب - 5-باب طاقم سيارة الأجرة - حافلة صغيرة ذات 5 أبواب - كابينة الشاسيه |
| رينجير        |  | Pick-up truck            | - كابينة واحدة ببابين - بابين مفتوحين - كابينة مزدوجة / طاقم الكابينة المزدوجة       |

### سيارة العام الأوروبية
أنتجت شركة فورد خمسة سيارات فائزة في مسابقة السيارة الأوروبية لهذا العام :
- 1981 - فورد اسكورت
- 1986: سكوربيو
- 1994: فورد مونديو
- 1999 - فورد فوكس
- 2007 - فورد اس ماكس

#### النماذج المختصرة
تم اختيار عدة نماذج، منها:
- 1976 - فورد فييستا
- 1978 - فورد غرناطة
- 1983: فورد سييرا
- 1989 - فورد فييستا
- 1997 - فورد كا
- 2001 - فورد مونديو
- 2007 - فورد فوكس
- 2008 - فورد مونديو
- 2009 - فورد فييستا
- 2012 - فورد فوكس

## روابط خارجية
- فورد المملكة المتحدة
- فورد ألمانيا
- FordEurope.net - موقع بوابة مستقل عن فورد في أوروبا
- Fo Fo History Conf ، بوردو، فرنسا، نوفمبر 2003 نسخة محفوظة 15 أغسطس 2007 at Archive.is